# Eppo (Magazin)
Eppo ist ein niederländisches Comicmagazin.

## Geschichte
Eppo erschien erstmals 1975 beim Verlag Oberon. Das Heft entstand aus dem Zusammenschluss der Comicmagazine Pep und Sjors. Unter der Chefredaktion von Martin Lodewijk wurden Serien wie Storm, Asterix, Lucky Luke, Agent 327, Leonardo und viele weitere Comicserien wöchentlich in Fortsetzungen veröffentlicht. Das Heft wechselte mehrmals seinen Namen: Als Sjors en Sjimmie Stripblad (1988–1994), Sjosji (1994–1998) und Striparazzi (1998–1999) wurde das Heft weitergeführt und danach eingestellt. Seit 2009 unternimmt der Verlag Don Lawrence Collection wieder zweiwöchentlich die Herausgabe als Eppo.